# كدباس
كدباس قرية تقع غرب مدينة بربر وقد اسسها محمد سليمانموسىمحمد
 واشتهرت بانها قرية الشيخ احمد الجعلي الحاج حمد القادري والذي أوقد فيها نار القرآن في اواسط القرن التاسع عشر وتعد منطقة مهمة في شمال السودان ومركزا للقادرية.
الخليفة اليوم هو الشيخ محمد بن الشيخ الحاج حمد 
درسة العلوم الإسلامية بجامعة القرآن الكريم والعلوم الإسلامية ام درمان 
هو من حفظة القرأن الكريم 
يعمل كثيرا على عمل الخير الجماعي